# Moshe Hager
Moshe (Mózes) Hager (n. 17 iunie 1926, Oradea, România – d. 25 aprilie 1999, Israel) a fost un important rabin hasidic al dinastiei Vizhnitz. Născut și crescut în Oradea, acesta a emigrat cu familia sa în Israel la finalul celui de-al doilea război mondial, scăpând cu viață din lagărul de la Moghilău. Fratele său a fost rabinul Eliezer Hager.